# Nacaduba stratola
Nacaduba stratola är en fjärilsart som beskrevs av Holland 1891. Nacaduba stratola ingår i släktet Nacaduba och familjen juvelvingar. Inga underarter finns listade i Catalogue of Life.